# Niels Arestrup
Niels Arestrup (Montreuil, 8 februari 1949 – Ville-d'Avray, 1 december 2024) was een Frans acteur, scenarioschrijver en filmproducent.

## Biografie
Arestrup was de enige zoon van een Deense vader en Franse moeder en groeide op in de buitenwijken van Parijs. Hij schreef zich na de middelbare school in bij de theaterschool van Tania Balachova. Hij begon zijn carrière bij het theater en maakte zijn filmdebuut in Miss O'Gynie et les hommes fleurs (1973). Hij wisselde theaterwerk af met acteerwerk in speelfilms en televisiefilms. Arestrup ontving drie Césars voor beste mannelijke bijrol, De battre mon cœur s'est arrêté (2006), Un prophète (2010) en Quai d'Orsay (2014).

## Filmografie
Uitgezonderd theater en televisie
- Miss O'Gynie et les hommes fleurs (1973)
- Stavisky (1974)
- Je, tu, il, elle (1974)
- La passion d'une femme sans coeur (kortfilm, 1975)
- Lumière (1976)
- Si c'était à refaire (1976)
- Le Grand Soir (1976)
- Demain les mômes (1976)
- Les Apprentis Sorciers (1977)
- Plus ça va, moins ça va (1977)
- La chanson de Roland (1977)
- La Dérobade (1979)
- La Femme flic (1980)
- Du blues dans la tête (1981)
- Seuls (1981)
- La Dérobade (1981)
- Le Futur est femme (1984)
- Signé Charlotte (1985)
- Diesel (1985)
- Les Loups entre eux (1985)
- Le goûter chez Niels (kortfilm, 1986)
- La Rumba (1986)
- Barbablú, Barbablú (1987)
- Charlie Dingo (1987)
- Doux amer (1987)
- Ville étrangère (1988)
- La Tentation de Vénus (1991)
- Délit mineur (1994)
- Rewind (1998)
- Le Pique-nique de Lulu Kreutz (2000)
- Une affaire privée (2001)
- Parlez-moi d'amour (2002)
- De battre mon cœur s'est arrêté (2005)
- Les Fragments d'Antonin (2005)
- Le Scaphandre et le Papillon (2006)
- La Part animale (2007)
- Un prophète (2009)
- L'Affaire Farewell (2009)
- Elle s'appelait Sarah (2010)
- L'Homme qui voulait vivre sa vie (2010)
- Je n'ai rien oublié (2011)
- Tu seras mon fils (2011)
- War Horse (2011)
- À perdre la raison (2012)
- La Dune (2012)
- Quai d'Orsay (2013)
- 96 heures (2014)
- Diplomatie (2014)
- Papa Lumière (2014)
- By the Sea (2015)
- Retour à Montauk (2017)
- Au revoir là-haut (2017)
- At Eternity's Gate (2018)